# Sos słodko-kwaśny

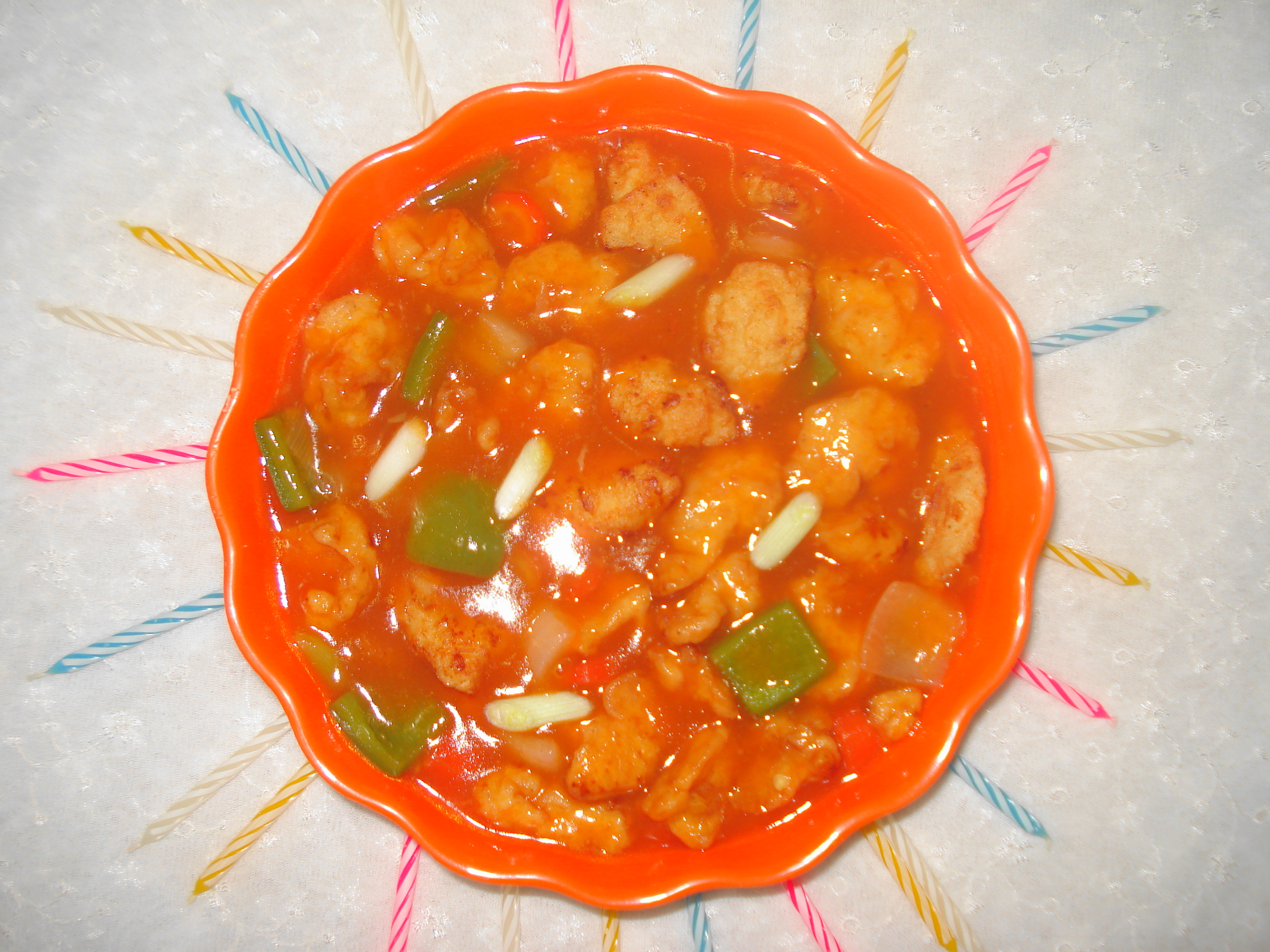
Chiński sos słodko-kwaśny

Sos słodko-kwaśny (sweet & sour sauce) – charakterystyczny w smaku sos do potraw, oryginalnie używany przede wszystkim w wielu kuchniach orientalnych, ale popularny na całym świecie.
Sos słodko-kwaśny to marynata przyprawowa sporządzana z wody, cukru, octu ryżowego i drobno siekanych owoców, którą stosuje się do dań o słodko-kwaśnym charakterze, przede wszystkim mięs i ryb. Sprzedawany masowo w sklepach na całym świecie jako produkt gotowy.